# Gaglianico
Gaglianico (piemontiul: Gajanin) település Olaszországban, Piemont régióban, Biella megyében. Lakosainak száma 3782 fő (2023. január 1.). Gaglianico Biella, Ponderano, Sandigliano, Verrone és Candelo községekkel határos.

## Népesség
A település lakossága az elmúlt években az alábbi módon változott:
| Lakosok száma | 3822 | 3775 | 3782 |
|               | 2017 | 2018 | 2023 |